# زیتون‌لیک (یوسف‌علی)
زیتون‌لیک (به ترکی استانبولی: Zeytincik) یک منطقهٔ مسکونی در ترکیه است که در یوسف‌علی واقع شده‌است. زیتون‌لیک ۶۵ نفر جمعیت دارد.